# Hinsehäxan (miniserie)
Hinsehäxan är en miniserie i två delar som hade premiär på SVT1 den 9 januari 2012, inspirerad av boken med samma namn. Boken är skriven av Lillemor Östlin och är uttalat självbiografisk. Serien är regisserad av Molly Hartleb med manus av Maria Essén och Måns Holmqvist. Den blev nominerad till "Årets tv-drama" på Kristallen 2012, den vann inte men fick näst mest röster av juryn.

## Handling
Serien skildrar Lillemor Östlins tid som ung då hon hamnade i prostitution, var en del av Stockholms nattklubbsvärld, sysslade med droger, bedrägerier, småbrott och var med om fritagningen på Eskilstuna lasarett med den så kallade Rullstolsligan. Man får även se hur hennes familj splittras och den första rymningen från Hinseberg. 
Den utspelar sig i Stockholm under 1960- och 70-talen, men är i huvudsak inspelad i Göteborg av SVT Göteborg och på det gamla fängelset i Mariestad.

## Rollista i urval
- Vera Vitali - Lillemor Östlin
- David Dencik - Kungen
- Göran Ragnerstam - Lennart Geijer
- Joel Spira - Klotis
- Sofia Ledarp - Doris Hopp
- Maria Kulle - Signe
- Olga Niemandius - Charlotta Östlin
- Vera Niemandius - Helena Östlin
- Erik Johansson - Gustav Östlin
- Karl Linnertorp - Jalle
- Per Öhagen - Benny Wernewall
- Mathias Lithner - Roffe Wernewall
- Peter Eggers - Rosén
- Peter Carlberg - Falk
- Siw Erixon - Berit Johansson
- Björn Andersson - Vicevärden
- Mia Eriksson - Bettan
- Hanna Ullerstam - Snipig kollega
- Lisa Linnertorp - Dagny
- Sven-Åke Gustavsson - Grålund
- Hans Brorson - Föreståndaren
- Rebecca Alvefors Chadien -	Gatflicka
- Helén Söderqvist Henriksson - Fru Geijer
- Kenneth Milldoff -	Byrådirektör Johansson
- Pär Luttropp - Försäkringstjänstemannen
- Hanna Holmqvist - Flygplatsreceptionisten
- Lars Väringer - Göran
- Ingvar Örner - Direktör Elmér
- Jan Coster - Tv-producenten Åke
- Dan Johansson - Lennart Hyland
- Annika Hallin - Molin
- Ellen Jelinek - Ella
- Anna-Carin Henricsson - Ingrid
- Frederik Nilsson -	Fängelsedirektören
- Christer Fjällström - Gerhardsson
- Boris Glibusic - Ratko
- Kristina Wejstål -	Inga
- Ingar Sigvardsdotter - Sjuksköterskan